# حريق كنيسة أبو سيفين
في 14 أغسطس 2022 وقع حريق داخل كنيسة أبو سيفين القبطية الأرثوذكسية بمنطقة إمبابة في مصر أثناء القداس الإلهي، وأسفر عن وفاة 41 شخص بينهم 18 طفلا وإصابة 14 أخرين. ونُقل حوالي 55 مُصابًا للمستشفيات. وكان من بين القتلى القمص عبد المسيح بخيت كاهن الكنيسة. الذى استشهد و هو يحاول انقاذ الاطفال داخل الكنيسة و فاضت روحه وهو داخل الهيكل امام المذبح

## التحقيقات الأولية
أعلنت وزارة الداخلية أن خللاً كهربائياً تسبب بحريق الكنيسة وأسفر فحص أجهزة الأدلة الجنائية أن الحريق نشب بتكييف بالدور الثاني بمبنى الكنيسة، والذي يضم عدد من قاعات الدروس نتيجة خلل كهربائي وأدى ذلك لإنبعاث كمية كثيفة من الدخان كانت السبب الرئيسي في حالات الإصابات والوفيات.